# Dark Sun
Dark Sun est un décor de campagne pour le jeu de rôle Advanced Dungeons & Dragons. Il prend place dans le monde fictif et désertique d'Athas.

## Histoire de publication
La boîte de base de Dark Sun a été créé en 1991 par Timothy Brown. Elle a été traduite en français en 1993. L'originalité de Dark Sun, ainsi que les importantes évolutions de l'univers qui sont narrées dans la série de romans, lui valurent une seconde édition, jamais traduite, en 1995. Cependant, le rachat de TSR, son éditeur, par Wizards of the Coast en 1997 mit fin à la gamme : le dernier supplément fut publié en 1996 en anglais.
Puis, le site The Burnt World of Athas a repris le développement de Dark Sun avec l'autorisation de Wizards of the Coast. Il contient l'adaptation de Dark Sun pour l'édition 3.5 de Donjons et dragons, et des travaux originaux.
Wizards of the Coast a ressorti officiellement Dark Sun du placard, en 2010, à l'occasion de la 4ème édition de Dungeons & Dragons, mais le succès public mitigé de cette version 4, axé sur une mécanique de jeu similaire aux MMORPG, cible commerciale à appâter, a également, stoppé toute suite de publication éventuelle. La 5ème édition, sobrement renommée D&D, n'a toujours pas vu Dark Sun réadapté et le site The Burnt World of Athas n'a pas non plus pris la relève. Malgré les demandes répétés des joueurs, Wizards of the Coast n'a toujours donné aucune réponse.

## Univers
Athas, la planète qui sert de décor à Dark Sun, était autrefois une terre fertile sur laquelle brillait un soleil bleu. Mais pour plusieurs raisons, le monde est maintenant mourant. Il est essentiellement recouvert de déserts parcourus de monstres et de pillards. L'eau y est rare et les océans ne sont plus que des mers de poussière appelées mers pulvérulentes. La civilisation n'existe qu'au sein de cités-états dirigées par des rois-sorciers maléfiques et extrêmement puissants.
Un certain nombre de points rendent cet univers très original par rapport aux univers d'AD&D plus classiques tels que les Royaumes oubliés ou Greyhawk :
- Les métaux sont extrêmement rares, et la plupart des armes et armures sont faites de matériaux inférieurs tels que la chitine, l'os ou l'obsidienne.
- La magie des magiciens détruit la vie des plantes alentour, et est la principale responsable de l'état actuel d'Athas. Les mages sont divisés entre profanateurs, qui se moquent des destructions qu'ils causent, et préservateurs, qui ne blessent pas la nature avec leur magie mais sont moins puissants. À cause des profanateurs, les mages sont universellement détestés.
- Les pouvoirs psioniques sont courants, et le fait que les esclaves peuvent en profiter aussi bien que les nobles fait que ces pouvoirs sont un grand espoir pour redresser Athas et mettre fin au règne des rois-sorciers.
- Aucun dieu n'existe, contrairement au polythéisme qui est le plus souvent la règle dans D&D : à la place, les clercs et les druides tirent leurs pouvoirs des plans élémentaires et une autre sorte de prêtre, les archontes, tirent leurs pouvoirs des rois-sorciers.

Pour la journaliste Anne Vétillard, ce monde évoque les romans de Leigh Brackett ou d'E. R. Burroughs sur Mars.

## Jeux vidéo
Actuellement, il existe quatre jeux vidéo qui se déroulent dans l'univers de Dark Sun.
Dark Sun: Shattered Lands et Dark Sun: Wake of the Ravager sont deux jeux vidéo de rôle solo développés par Strategic Simulations, Inc. à partir d'un nouveau moteur de jeu, le successeur officiel du Gold Box engine, moteur utilisé par la suite sur Al-Qadim: The Genie's Curse. Ensuite, sorti en 1996 et fermé en 1998, Dark Sun Online: Crimson Sands est un des premiers MMORPG graphiques.
Une version modifiée de Neverwinter Nights permet de se connecter sur un serveur permanent se situant dans le monde violent d'Athas.

#### Études
- Laurent Di Filippo, « Les mondes d’Advanced Dungeons and Dragons au spectre du transmédia : l’exemple de Dark Sun », dans Anne-Sophie Collard, Stéphane Collignon, Le transmédia, ses contours et ses enjeux, Namur, Presses universitaires de Namur, 2020, 47-60 p. (lire en ligne).